# 孤儿院 (佛罗伦萨)

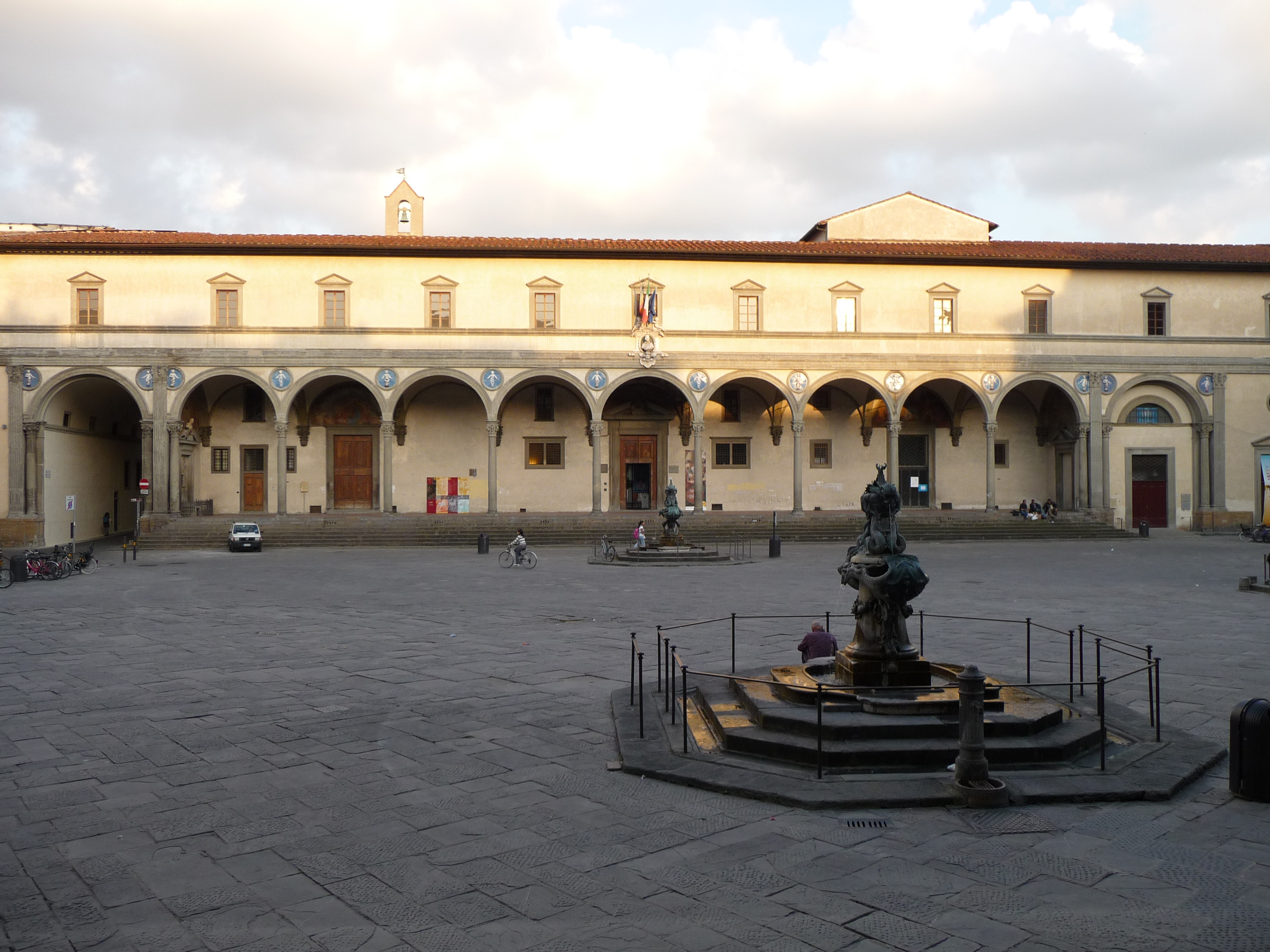
孤儿院

孤儿院（Ospedale degli Innocenti）是意大利中部佛罗伦萨的一座历史建筑，面对圣母领报广场，是菲利波·布鲁内莱斯基的作品。

## 历史
于1419年接受设计委托，1445年完成。这是富有的佛罗伦萨丝绸行会的一项慈善事业，用于收容孤儿。孤儿院在1875年关闭。今天此建筑作为小型的文艺复兴艺术博物馆。
这座建筑被视为早期意大利文艺复兴建筑的典型例证。虽然凉廊是佛罗伦萨常见的建筑类型，例如佣兵凉廊。但是使用正确的古典柱式的圆柱则是新颖的。 这座建筑的比例简单，柱子的高度与圆拱的宽度相等，柱顶的高度是柱子高度的一半，体现了干净和清爽的感觉，反映了一个新时代的到来。这个规律和几何秩序成为文艺复兴建筑一个重要的元素。